# Даниел Обер
Даниел-Франсоа-Еспри Обер на френски: Daniel François Esprit Auber е френски композитор, един от най-големите представители на френската романтична и комична опера от първата половина на 18 век.
Автор е на повече от 50 опери, посрещнати с небивал за времето си успех. Най-известните му творби са „Фра Дяволо“ и „Нямата от Портичи“, която Рихард Вагнер определя като „театралното предзнаменование на Юлската революция“. Нова книга за операта в два тома от Огнян Стамболиев, том 1, София, 2002.

## Биография
Даниел се ражда в семейството на книжар, който определя за сина си да наследи неговия занаят. Въпреки това, на Даниел е позволено да се занимава с музика и още в детските си години вече може да свири на няколко инструмента под наставничеството на своя учител, тиролския композитор Жозеф Алоис Ладурнер (7 март 1769 – 20 февруари 1851). На 20-годишна възраст Обер е изпратен да учи в Лондон, за да поеме семейния бизнес, но в резултат от нарушаването на Договора от Амиен му се налага да напусне Великобритания.
По това време младият Обер вече се е пробвал в композирането и е написал няколко концерта в маниера на изпълнение на виолончелиста Ламар, комуто творбите са посветени. Един от концертите му за цигулка бива изпълнен от известния Жак-Фереол Мазас в Парижката консерватория и получава добри отзиви, което окуражава Обер да постави на сцена на осъвременен вариант на старата комична опера „Жули“ (Julie) през 1811 г. С ясното съзнание, че има потребност от задълбочено изучаване на музикална композиция, Обер става ученик на Луиджи Керубини, под чието влияние талантът му успешно се разгръща.
През 1813 г. хладният прием на неговата дебютна опера в едно действие Le séjour militaire за няколко години разколебава Обер да продължи да се занимава с музика. Но провалът на семейния бизнес и смъртта на баща му през 1819 г. отново го принуждават да се завърне към своето призвание и да превърне мечтата си в доживотна професия. Обер пише нова опера, Le testament et les billets-doux (1819), която отново не среща радушния прием на публиката, но той проявява постоянство и усилията му са възнаградени още през следващата година, когато с пълен успех поставя своята опера в три действия La bergère châtelaine.
Това бил първият от дългата поредица брилянтни успехи на Даниел Обер. През 1822 той започва своето дългогодишно сътрудничество с либретиста Йожен Скриб. Операта Leicester (1823), която е първият плод на общите им творчески усилия, е забележителна и с влиянията от Джоакино Росини. Въпреки това, Обер се отличава със собствен стил на лекота и грация, искряща жизнерадост, чистота и пикантност на мелодията, типично по френски. Първият голям триумф на Обер е „Зидар и железар“ (Le maçon, 1825), който остава в репертоара на концертните зали чак до 20 век, с 525 изпълнения само в Опера комик. През същата година е удостоен с титлата Кавалер на Почетния легион.
Друг значим успех за композитора е операта „Нямата от Портичи“ (La muette de Portici), известна още само като „Фенела“ или „Мазаниело“ по името на главния си герой. Написана в Париж през 1828 г. и поставена на сцена на 29 февруари 1829 г., тя бързо покорява Европа, а увертюрата, ариите и хоровете от нея можели да бъдат чути навред. Дуетът Amour sacré de la patrie („Святата любов към родината“) бил приветстван като втората „Марсилеза“, а изпълнението му в Брюксел на 25 август 1830 г., в което главния тенор изпълнява прочутият Адолф Нури, поражда вълнения, които прерастват в Белгийската революция, прогонила холандските окупатори. Смята се, че именно тази опера подготвя почвата за появата на френската гранд опера, чиито първи представители са „Вилхелм Тел“ на Росини и „Робер Дяволът“ на Джакомо Мейербер.
Съдбата отрежда операта „Фра Дяволо“, чиято премиера е на 28 януари 1830 г. в театър „Фейдо“, да стане най-популярното произведение на Обер, което и до днес е част от световния оперен репертор. През същата година композиторът е избран за главен диригент на дворцовия оркестър, след като през 1829 г. е избран и за член на френската Академия на изящните изкуства (Художествена академия) на мястото на починалия Франсоа Госек. На 20 юни 1831 г. Обер жъне поредния си успех с операта „Любовен еликсир“ (Le philtre), с участието на големия тенор Нури. Либретото скоро е преведено на италиански и поставено от Гаетано Доницети под същото име (L'elisir d'amore), за да се превърне една от най-успешните комични опери на всички времена.
Две години по-късно, на 27 февруари 1833 г., втората гранд опера на Обер, „Густав III“ (Gustave III), също печели овациите на публиката и остава в оперния репертоар в продължение на години. Както се случва и с предишната му опера, нейното либрето също е използвано от други композитори, дори два пъти: от Саверио Меркаданте за операта му Il reggente („Регентът“), а след това и от Джузепе Верди за операта му „Бал с маски“ (Un ballo in maschera). Обер се радва на още няколко големи успеха в Опера Комик: „Бронзовият кон“ (Le cheval de bronze, 1835), „Посланикът“ (L'ambassadrice, 1836), „Черното домино“ (Le domino noir, 1837), „Езерото на феите“ (Le lac des fées, 1839) „Брилянтите от короната“ (Les diamants de la couronne, 1841) и La part du diable („Делът на Дявола“, 1843).
Междувременно, през 1842 г., по желание на Луи-Филип, Обер наследява учителя си Керубини като директор на Парижката консерватория. През 1857 г. Наполеон III го назначава за свой императорски капелмайстор.
В късните си години Обер чувствително намалява темпа на композиране. 1850-те години отбелязва с комичната опера с трагичен финал „Манон Леско“ (1855), и с преработки на „Бронзовият кон“ и „Фра Дяволо“, и двете от 1857 г. Следващият му триумф е чак през 1868 г. с комичната опера Le Premier jour de bonheur („Първият ден на щастие“).
Мъдрите слова на Обер, неговата отзивчивост и доброта му печелят уважението и любовта на съгражданието. По време на германската обсада на Париж през 1870 – 71 година той се радва на спокоен живот у дома си, но мизерията, която връхлита по време на Парижката комуна, изтощава 89-годишния Обер и той умира на 13 май 1871.
Днес в Париж неговото име носи улица, която води до сградата на Парижката опера.